# 奎波斯縣

奎波斯縣在蓬塔雷納斯省的位置

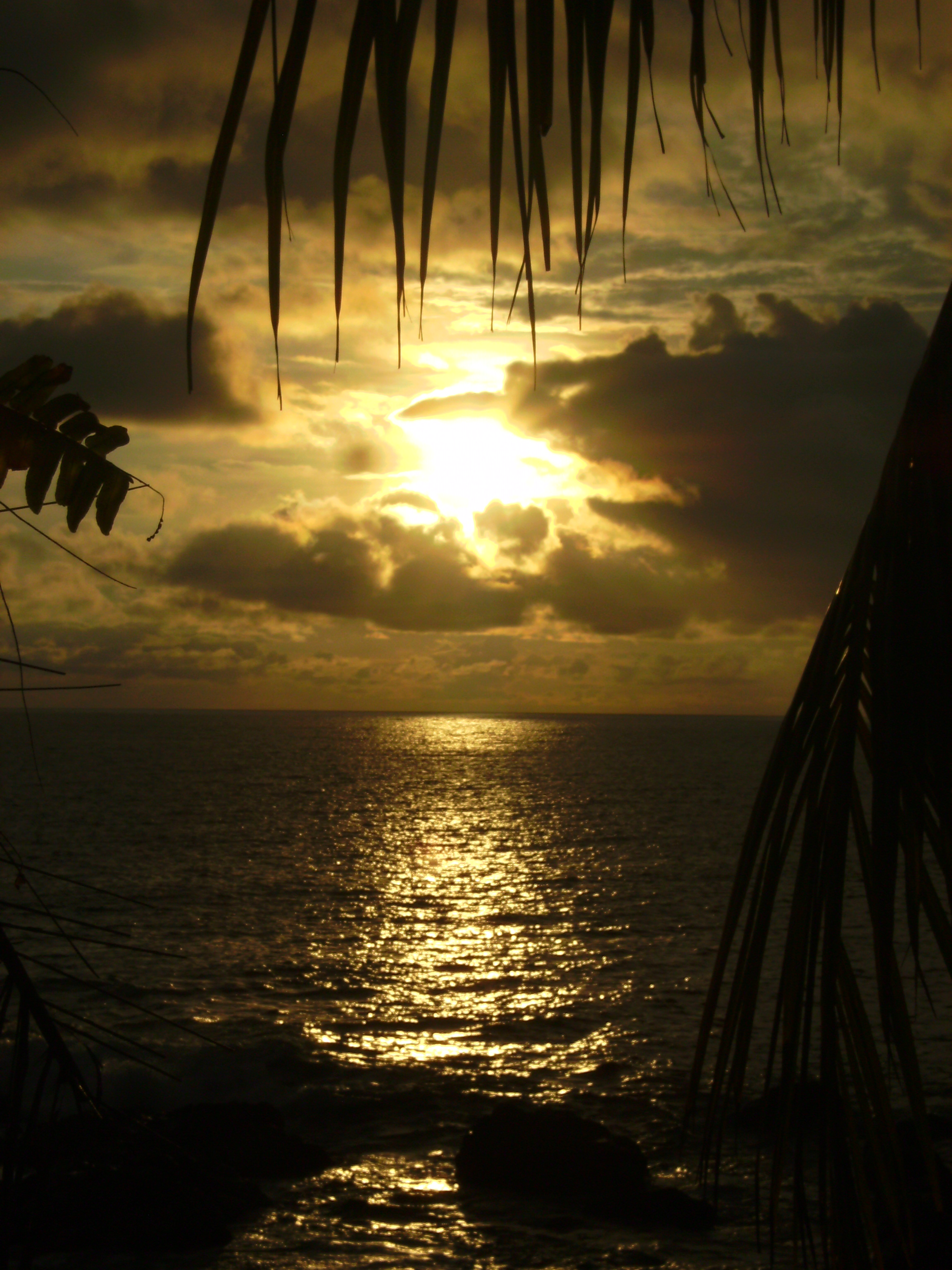

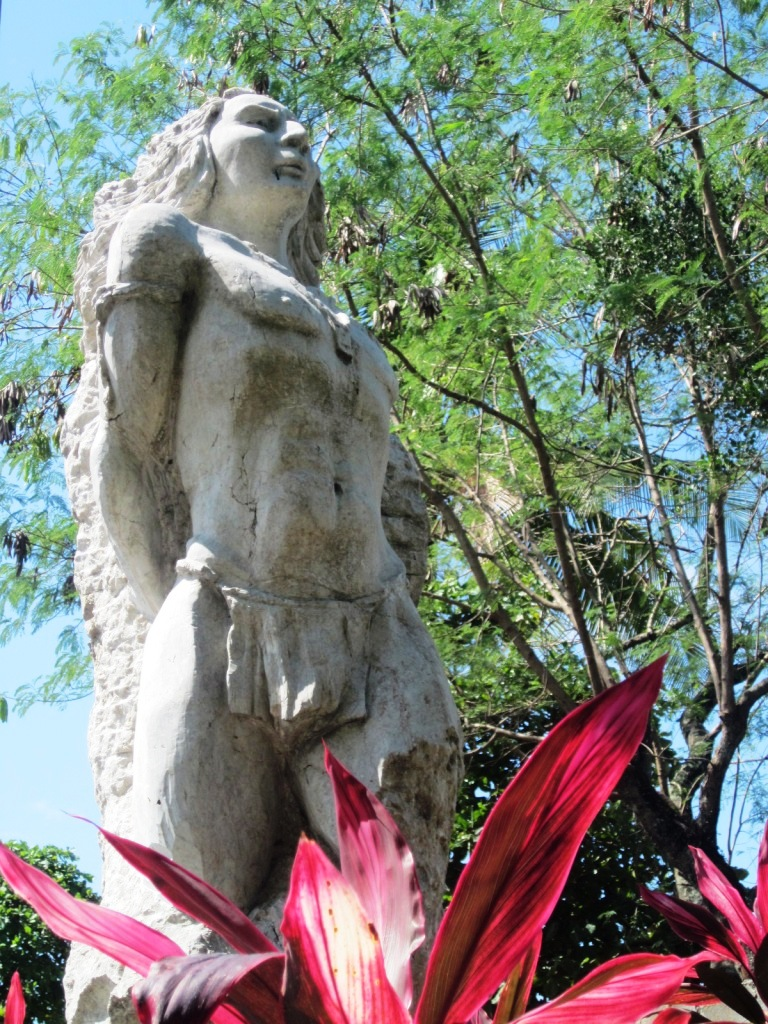

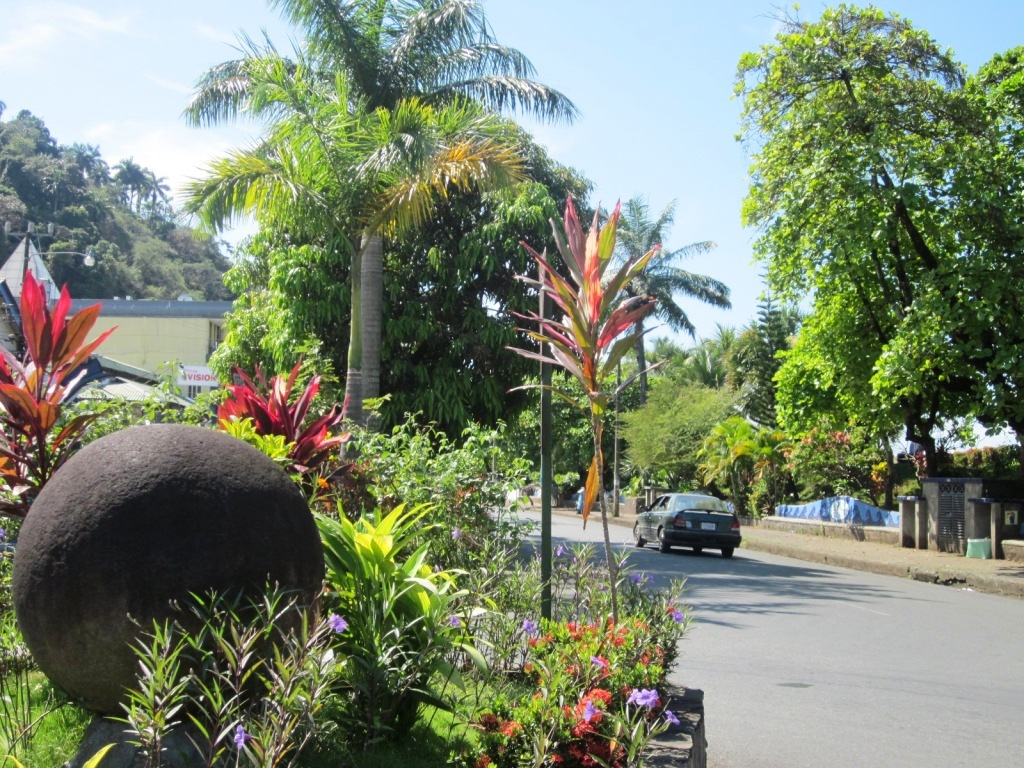

9°25′38″N 84°2′58″W / 9.42722°N 84.04944°W
克波斯縣（西班牙語：Cantón de Quepos），是哥斯達黎加蓬塔雷納斯省的縣份，位於該國西部，首府設於克波斯，始建於1948年10月30日，面積543.77平方公里，2011年人口26,861人，人口密度每平方公里49.4人。